# David Cameron
David William Donald Cameron, barón Cameron of Chipping Norton (/ˈkæmrən/; Londres, Inglaterra, 9 de octubre de 1966), es un político británico que se desempeñó como líder del Partido Conservador y Unionista de 2005 a 2016 y primer ministro del Reino Unido desde 2010 hasta 2016. Luego de su mandato, ejerció el cargo de secretario de Estado para Asuntos Exteriores en el gobierno de Rishi Sunak, de 2023 a 2024.
Después de ganar en las elecciones generales del Reino Unido de 2010 y tras la posterior renuncia del entonces primer ministro laborista Gordon Brown, formó un gobierno de coalición con los Liberal demócratas. Luego en las elecciones generales del Reino Unido de 2015 ganó la mayoría absoluta por seis escaños. También fue «primer lord del Tesoro», nombramiento conjunto al de primer ministro, y miembro de la Cámara de los Comunes del Reino Unido por la circunscripción electoral de Witney en Oxfordshire.
Estudió Filosofía, Política y Economía en la Universidad de Oxford, obteniendo los mejores resultados de su promoción. Más tarde se incorporó al departamento de investigación del Partido Conservador, pasando luego a ser asesor principal, primero de Norman Lamont y posteriormente de Michael Howard. También trabajó durante siete años como director de comunicación en la empresa Carlton Communications.
En 1997 se presentó por primera vez como candidato parlamentario conservador por la circunscripción de Stafford, perdiendo la elección. No obstante, volvió a presentarse en 2001 por la circunscripción electoral de Witney, logrando esta vez la victoria. En su segundo año como parlamentario fue promovido a miembro de la primera bancada de la Oposición, llegando a ser el jefe de campaña del Partido Conservador en las elecciones generales del Reino Unido de 2005.
Cameron fue elegido ese mismo año como líder del Partido Conservador, al ser considerado como un candidato joven y moderado que atraería al electorado juvenil. Logró superar en las encuestas de intención de voto a Tony Blair, rompiendo la tendencia de diez años de supremacía del Partido Laborista. A pesar de situarse durante unos meses por detrás de Gordon Brown, sucesor de Tony Blair como primer ministro y líder laborista, los conservadores siguieron en cabeza a lo largo de 2008, llegando a obtener 13 puntos de ventaja sobre los Laboristas en enero de 2009.
En las elecciones generales de 2010, los conservadores obtuvieron la mayor parte de representantes pero no la mayoría absoluta en el Parlamento, situación denominada hung parliament o parlamento colgado. Esta situación obligó a los conservadores a pactar con los liberales para formar gobierno y, de este modo, poder proclamar a David Cameron como primer ministro el 11 de mayo de 2010. Cameron es el primer ministro más joven desde el gobierno de Robert Jenkinson, II conde de Liverpool, elegido en 1812. Además, el gabinete de Cameron es el primer gobierno de coalición en el Reino Unido desde la Segunda Guerra Mundial.
En las elecciones del 7 de mayo de 2015 fue reelegido para otros cinco años de gobernación. Afirmó que el buen resultado en las votaciones fue consecuencia de una "campaña positiva" para "salvaguardar la economía y crear empleo" y también para "planificar otros cinco años".
El 24 de junio de 2016, tras conocerse la decisión del pueblo británico de abandonar la Unión Europea, Cameron anunció su dimisión como primer ministro, que se hizo efectiva el 13 de julio. Cameron dimitió a su banca como miembro del Parlamento por Witney el 12 de septiembre de 2016.

## Familia

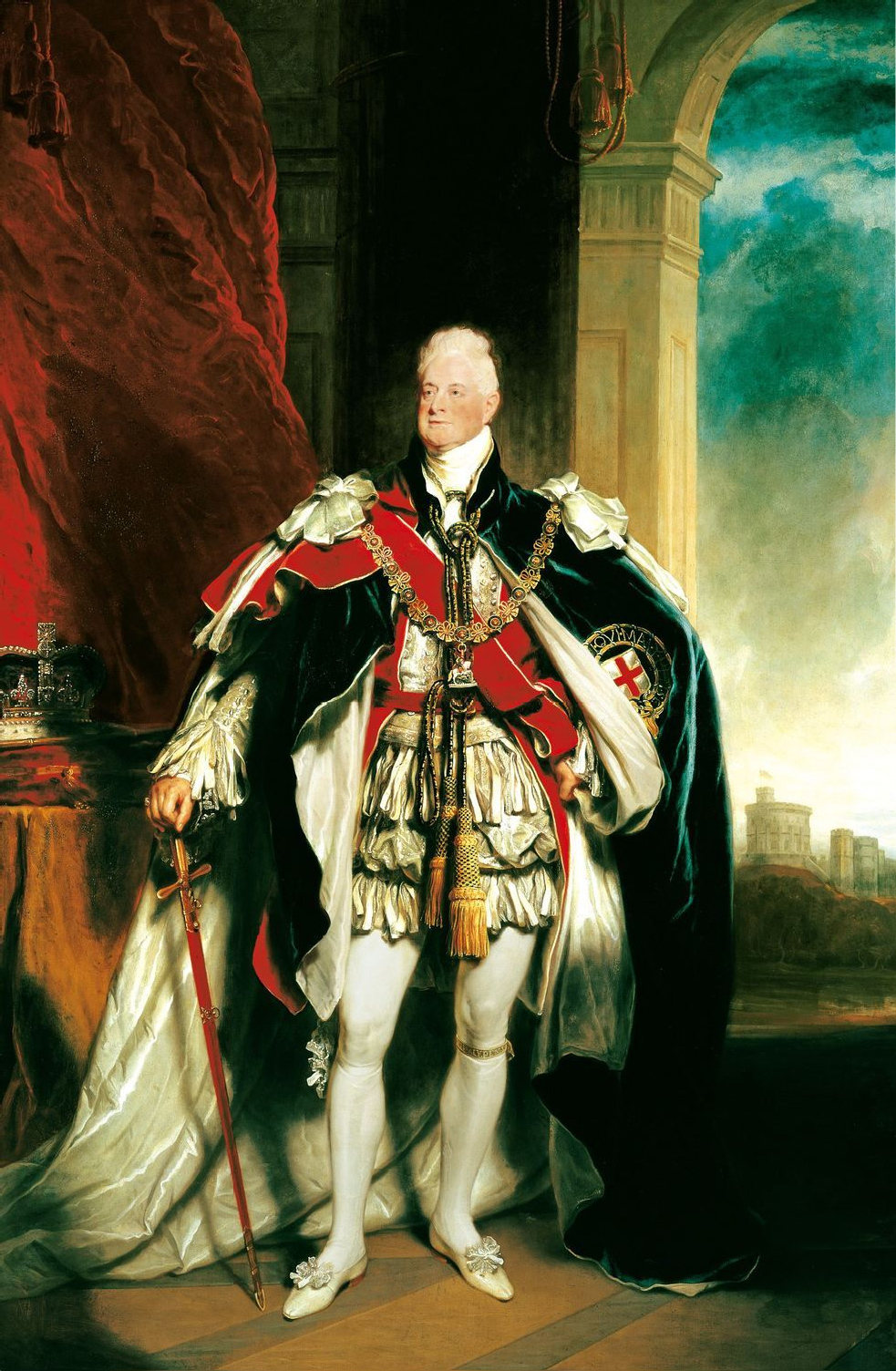
Guillermo IV

Nació en Londres, pero se crio en Peasemore, cerca de Newbury (condado de Berkshire). Hijo de Ian Donald Cameron (12 de octubre de 1932-8 de septiembre de 2010), corredor de bolsa y de su esposa Mary Fleur de soltera Mount, juez de paz (JP) e hija de sir William Mount, II baronet. Sus padres contrajeron matrimonio el 20 de octubre de 1962: cuenta además con un hermano, Allan Alexander King's Counsel (KC) (1963–2023), y dos hermanas, Tania Rachel, nacida en 1965, y Clare Louise, nacida en 1971.
Su padre nació en Blairmore House, cerca de Huntly, en Aberdeenshire (Escocia), la casa familiar construida por Alexander Geddes, tatarabuelo de David Cameron por la línea materna de su abuelo, Ewen Donald Cameron, que regresó a Escocia en 1880 tras hacer fortuna con el trader del grano en Chicago. La familia Cameron procede del antiguo clan escocés de los Cameron, asentados en Inverness, en la región escocesa de los Highlands. Cameron tiene ascendencia directa inglesa y escocesa, y más lejana, alemana y judía asquenazí.

### Antepasados en el mundo de las finanzas
Su familia paterna tiene una larga historia en el mundo de las finanzas. Su padre fue director del agente inmobiliario John D. Wood y socio sénior de la agencia de corredores de bolsa Panmure Gordon, la misma que perteneció a su bisabuelo, Arthur Francis Levita, hermano de sir Cecil Levita. Su tatarabuelo Émile Levita, un hombre de negocios judío alemán que obtuvo la nacionalidad inglesa en 1871, dirigió el Chartered Bank de India, Australia y China, que se convertiría en el Standard Chartered Bank, en 1969. Su esposa y tatarabuela de David Cameron procedía de los Rée, una rica familia judía danesa. Su bisabuelo Arthur Francis Levita, y su tatarabuelo Ewen Cameron, director del banco de Hong Kong y Shanghái con sede en Londres, desempeñaron un papel importante en las negociaciones dirigidas por los Rothschild con el gobernador del banco de Japón, y después primer ministro japonés, Takahashi Korekiyo, para la venta de bonos durante la guerra ruso-japonesa (1904/05). Otro de sus bisabuelos, Ewen Allan Cameron, socio sénior de la firma Panmure Gordon, también fue una destacada figura en el mundo financiero que trabajó en el departamento de préstamos extranjeros para China, creado por el entonces gobernador del banco de Inglaterra, el barón Norman, en noviembre de 1935.

### Antepasados en la aristocracia y la política
David Cameron es descendiente directo del rey Guillermo IV del Reino Unido, tío y predecesor en el trono de la reina Victoria, y de su amante, la actriz irlandesa Dorothea Jordan. Esta línea sucesoria ilegítima del monarca comienza con la sexta hija de este y Jordan, Elizabeth FitzClarence, y desciende a través de cinco generaciones de mujeres hasta Enid Agnes Maud Levita, abuela paterna de David Cameron. La abuela materna de su padre, Stephanie Levita, era hija del cirujano sir Alfred Cooper, y hermana del escritor y político conservador Duff Cooper, I vizconde Norwich, marido de la famosa actriz y celebridad lady Diana Cooper, hija del VIII duque de Rutland. Su abuela Enid Agnes Maud Levita, quien también era sobrina de Levita, presidente del Consejo del Condado de Londres, contrajo segundo matrimonio con el hijo pequeño de Joseph Watson, I barón Manton. A través de los Manton, David Cameron tiene parentesco con Alexander Fermor-Hesketh, III barón Hesketh, líder conservador en la Cámara de los Lores, entre 1991 y 1993, y tesorero del Partido Conservador desde 2003. El abuelo materno de David Cameron era sir William Mount, II baronet, D.L. del condado de Berkshire, e hijo de sir William Mount, I baronet y parlamentario conservador por la circunscripción electoral de Newbury, entre 1918 y 1922. La bisabuela paterna de la madre de David Cameron, lady Ida Feilding, era hija del VII conde de Denbigh, cortesano y chambelán del rey Guillermo IV.

### Otras relaciones familiares importantes
Cameron es sobrino de sir William Dugdale, expresidente del Aston Villa F.C. entre 1975 y 1982 y cuñado de la fallecida lady Dugdale, dama de compañía de la reina Isabel II desde 1955 hasta su muerte, en 2004. También es primo del realizador y director de documentales, Joshua Dugdale, nacido en Birmingham. También es primo de varias personalidades políticas, culturales y sociales inglesas, como el editor y literato Rupert Hart-Davis, el presentador de televisión Adam Hart-Davis y el periodista y escritor Duff Hart-Davis; de los hermanos Boris Johnson, ex primer ministro británico, Jo Johnson (barón Johnson of Marylebone), y Rachel Johnson; y de sir Ferdinand Mount Bt FRSL, escritor y crítico político, Anthony Powell CH, el II vizconde Norwich, el hon. Artemis Cooper, Allegra Huston, Cary Elwes, Damian Elwes y Cassian Elwes.

## Educación

### Heatherdown Preparatory School
David Cameron acudió desde los siete años a la Heatherdown Preparatory School, una prestigiosa escuela privada situada en Winkfield, condado de Berkshire, centro que contó entre sus alumnos con los príncipes Andrés y Eduardo. La escuela cerró en los años 80, y actualmente sus terrenos los ocupa la también privada Licensed Victuallers' School. Los excelentes resultados académicos que obtuvo David Cameron le permitieron acabar su educación primaria casi dos años antes de lo establecido. Durante su estancia en este colegio entabló amistad con Peter Getty, nieto del multimillonario anglo-americano Jean Paul Getty.

### Eton College
Desde los trece años acudió al prestigioso Eton, al igual que su padre y su hermano mayor Alexander, donde demostró interés en el mundo del arte. Eton está considerada como la escuela más prestigiosa del mundo, y cuna de hombres de Estado ingleses.
Fue aquí donde, en mayo de 1983, seis semanas antes de obtener su graduado en O-Level, se vio envuelto en un caso de venta y consumo de marihuana. Cameron, no obstante, no fue expulsado del colegio al admitir su consumo y no haber participado en su venta, aunque sí fue castigado a no abandonar el recinto del colegio y a copiar 500 líneas del texto en latín de las Georgicas, de Virgilio.
Tras superar este episodio y aprobar 12 O-Levels, decidió orientar sus estudios de tres A-Levels hacia la Historia del Arte, Historia General y Economía y Política.
Tras graduarse en Eton, en 1984, decidió emplear nueve meses antes de entrar en la universidad a prepararse profesionalmente. Empezó trabajando para el parlamentario Conservador por Lewes, Tim Rathbone, su padrino político, con el que estuvo tres meses y conoció por primera vez el funcionamiento de la Cámara de los Comunes. Por influencia de su padre, marchó a Hong Kong, donde trabajó otros tres meses como administrativo para la multinacional Jardine Matheson. A su vuelta de Hong Kong, Cameron visitó las ciudades rusas de Yalta y Moscú. En ellas, dos ciudadanos rusos mantuvieron conversaciones con Cameron. Más tarde, un profesor le comentaría que esas personas fuesen seguramente agentes de la KGB que intentaron persuadirle de entrar a formar parte de dicha agencia de inteligencia secreta soviética.

### Universidad de Oxford
Tras estos nueve meses, presentó su solicitud de acceso a la Universidad de Oxford, en la que entró a formar parte como alumno tras superar con éxito las pruebas pertinentes. Allí estudió en el Brasenose College, su primera opción, donde se licenció en Filosofía, Ciencias Políticas y Economía (PPE). Su tutor, el profesor sir Vernon Bogdanor lo describió como "uno de los estudiantes más capaces a los que había enseñado, con una visión política conservadora moderada y sensata". No obstante, durante un debate en 2006, el profesor Bogdanor tacharía a su exalumno de "confuso" y "contradictorio" en su discurso acerca de la reforma de la ley de derechos humanos inglesa.
Mientras estuvo en Oxford, formó parte del Octagon Club, y del mal afamado y exclusivo Bullingdon Club, célebre por el vandalismo y la tendencia a la embriaguez de sus mayoritariamente aristocráticos miembros estudiantiles, donde coincidió con su primo, el también político Boris Johnson del Partido Conservador. También fue capitán del equipo de tenis del Brasenose College.
Cameron se graduó con honores en 1988 como primero de su promoción. Aún mantiene estrechos contactos con antiguos compañeros de universidad, como Boris Johnson o el reverendo James Hand.

## Carrera política

### Departamento de Investigación del Partido Conservador
Tras graduarse en la universidad, Cameron trabajó en la oficina de Investigación del Partido Conservador, entre 1988 y 1993. En un reportaje del periódico The Mail on Sunday, editado el 18 de marzo de 2007, se decía que el día que Cameron tuvo la entrevista de trabajo en las oficinas centrales del Partido Conservador, se recibió una llamada en dicha sede procedente del Buckingham Palace. El hombre que estaba al otro lado del teléfono dijo: "Tengo constancia de que ustedes van a entrevistar a David Cameron. He hecho todo lo que estaba en mis manos para disuadirle (a Cameron) de perder el tiempo en política, pero he fallado. Llamo para decirles que van a conocer a un joven verdaderamente admirable".
En 1991, Cameron fue enviado a Downing Street para colaborar con el entonces primer ministro John Major en la preparación de sus comparecencias semanales en la Cámara de los Comunes (Prime Minister's Questions). Más tarde se convirtió en el jefe de la sección política de la oficina de Investigación del partido, y en agosto de 1991 pasó a colaborar con Judith Chaplin durante su etapa como secretaria personal del primer ministro.
Trabajó en Londres como director de comunicaciones de la empresa Carlton Communications hasta que en 2001 se convirtió en diputado por la circunscripción de Witney. En 2003 pasó a formar parte del gabinete de la Oposición, y ese mismo año se convirtió en el vicepresidente del partido. El 6 de diciembre de 2005 fue elegido líder del Partido Conservador.
David Cameron se casó el 1 de junio de 1996 con Samantha Sheffield (hija del sir Reginald Sheffield, VIII baronet), y ha tenido cuatro hijos: Ivan (quien murió el día 25 de febrero de 2009 a la madrugada en el St. Mary's Hospital de Londres y que padecía parálisis cerebral y una de las variantes más serias de la epilepsia, el síndrome de Ohtahara, desde el nacimiento), Nancy, Arthur Elwen y Florence Rose Endellion. Además está emparentado, aunque de forma muy lejana, con la familia real británica.

## Primer ministro del Reino Unido de Gran Bretaña e Irlanda del Norte (2010-2016)

### Política nacional

#### Protestas estudiantiles de 2010
A finales de 2010 estudiantes organizaron marchas de protesta locales en todo el Reino Unido. Los estudiantes protestaban contra los planes de aumentar las tasas de matrícula en Inglaterra a £ 9000 por año y de retirar la financiación pública de los presupuestos de la enseñanza universitaria. El portavoz del primer ministro dijo entonces: «Las personas tienen derecho a participar en la protesta legal y pacífica, pero no hay lugar para la violencia o intimidación».

#### Disturbios en Inglaterra
Artículo principal: Disturbios de Inglaterra de 2011

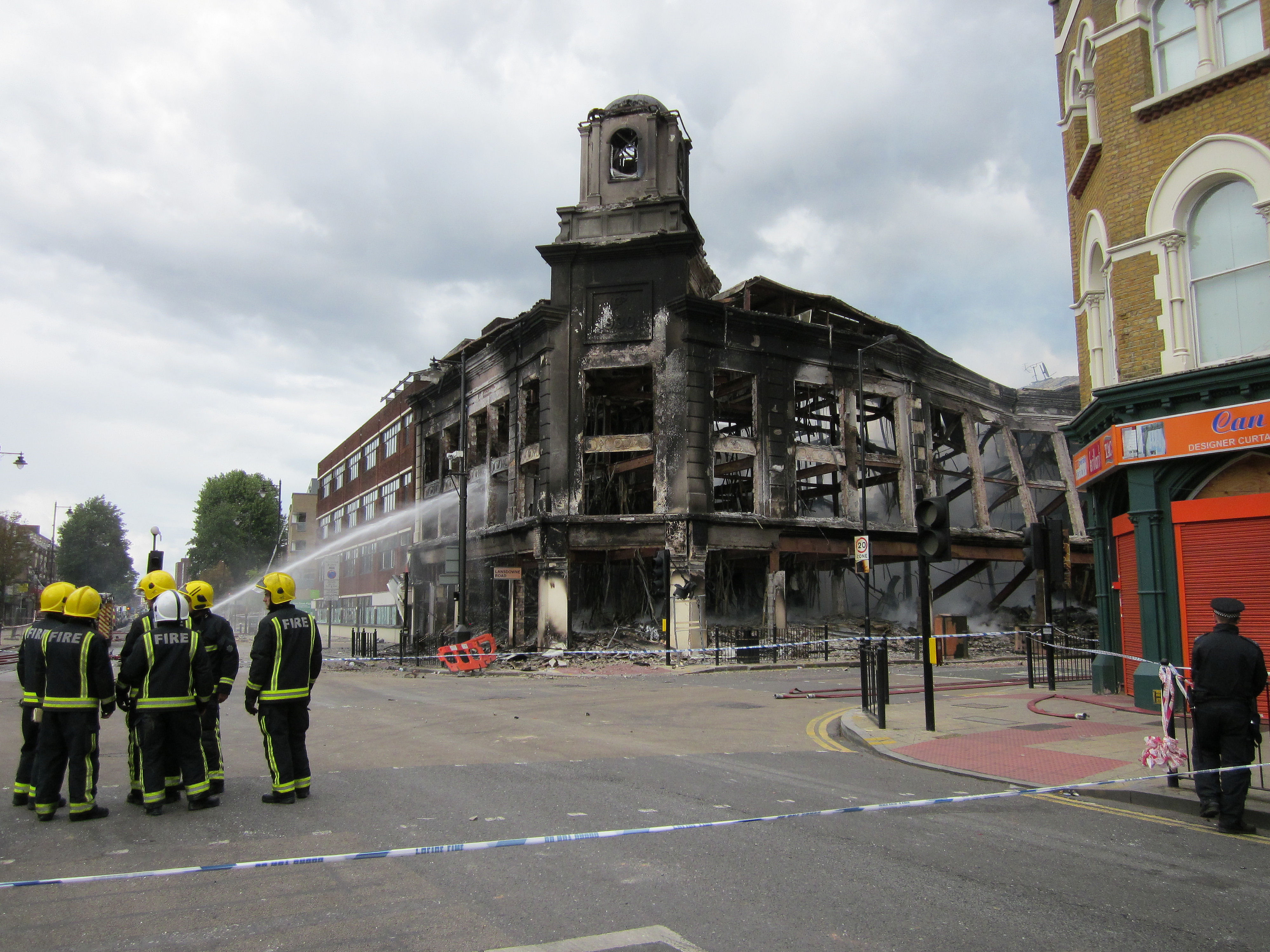
Una tienda destruida tras los disturbios en Tottenham

El 6 de agosto de 2011 la ciudad de Londres se vio sacudida por violentas manifestaciones llevadas a cabo con destrozos e incendios en la ciudad, comenzando en el barrio londinense de Tottenham las protestas. La revuelta tiene su origen en la muerte de Mark Duggan, de veintinueve años, raza negra y padre de cuatro hijos ocurrida el jueves 4 de agosto, abordado por agentes de policía cuando viajaba en un taxi en el transcurso de una operación contra el tráfico de armas en la comunidad negra del norte de la ciudad. Lo ocurrido está siendo investigado por la Comisión Independiente de Quejas de la Policía (IPCC), pero se cree que Duggan podría haber abierto fuego al menos contra un policía, que salió ileso porque la bala se quedó alojada en la pequeña radio que llevaba enganchada en el uniforme, una versión que no ha sido confirmada oficialmente. Debido a dichas manifestaciones violentas que se extendieron fuera de Londres a ciudades como Birmingham, Liverpool, Mánchester y Nottingham, el primer ministro David Cameron debió regresar de sus vacaciones y declaró que no permitirá que «una cultura del miedo» prevalezca en el Reino Unido. Además Cameron reclamó que existe una «falta de educación adecuada», tanto por parte de los padres como del sistema escolar y una «falta de ética y moral», que «tenemos que cambiar». Con respecto a los provocadores de los disturbios prometió «mano dura» contra aquellos que provocaron dichos desmanes en Inglaterra.

#### Referéndum sobre la secesión de Escocia
Artículo principal: Referéndum para la independencia de Escocia de 2014

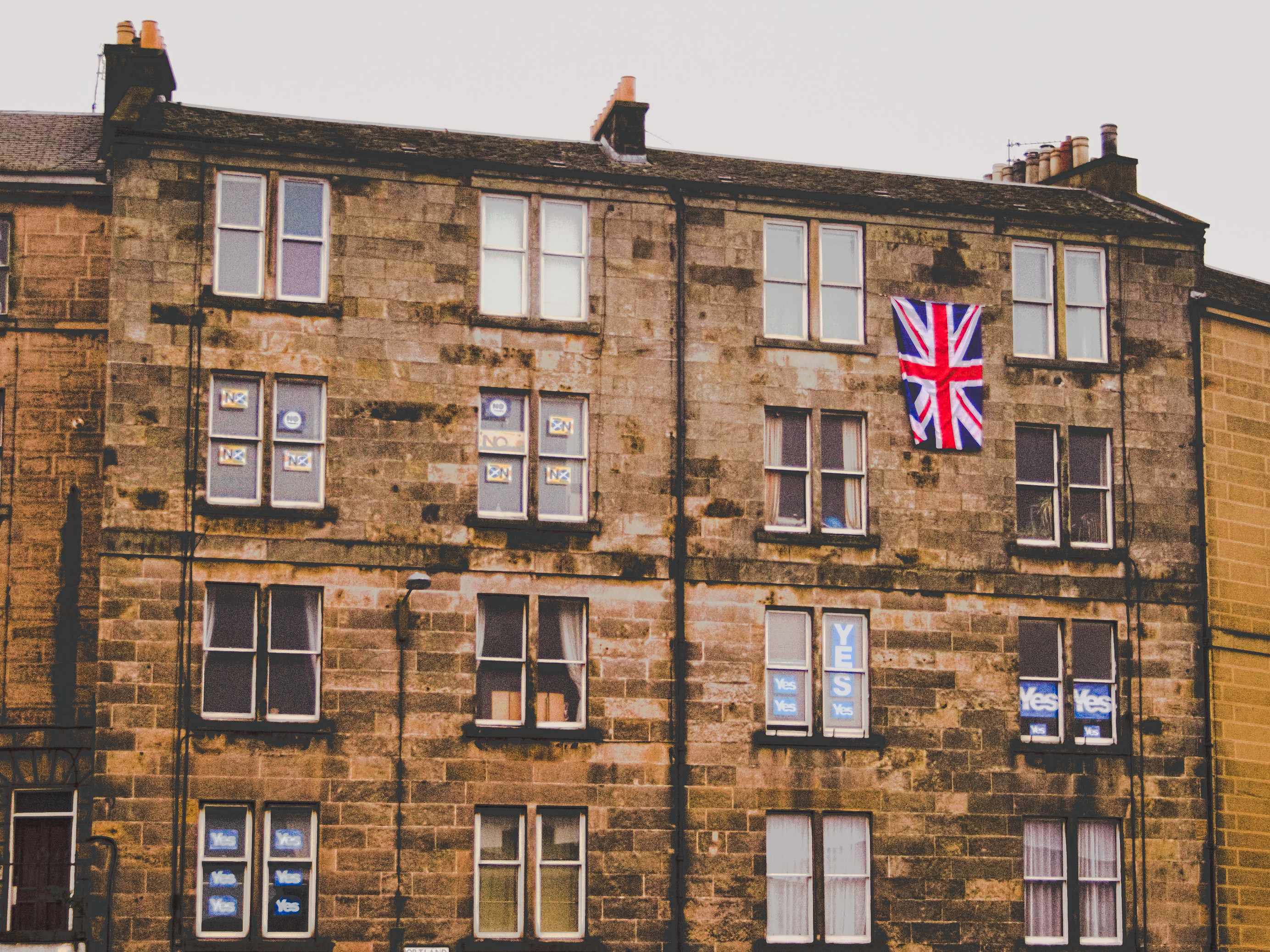
Expresiones a favor y en contra de la secesión en un edificio de apartamentos en Leith, Edimburgo.

Hacia 2011, el apoyo a una eventual independencia de Escocia del Reino Unido era mayor entre los ingleses y los galeses que entre los propios ciudadanos escoceses, según se desprende de una encuesta que elaboró YouGov, empresa dedicada a estudios de mercado y encuestas de opinión y que publicó el diario The Sun. El estudio, basado en entrevistas realizadas a 1175 escoceses y 2159 galeses e ingleses, reflejaba que solo el 29 % de los escoceses respaldaba la independencia de Escocia frente al 41 % de ingleses y galeses que apoyaba la secesión de este territorio.
El independentista Partido Nacional Escocés (con mayoría absoluta en el Parlamento escocés tras ganar las elecciones de 2011) prometió celebrar un referéndum de independencia en los próximos cinco años. El primer ministro David Cameron prometió defender la unidad británica con «cada fibra» de su cuerpo y expresó: «Quiero que hagamos una defensa optimista y edificante sobre por qué somos mejores juntos». Aun así, en enero de 2012 Cameron expresó que estaba dispuesto a permitir un referéndum sobre la independencia. Cameron había afirmado que si hubiese una Escocia independiente, no renunciaría a su cargo de primer ministro.
Finalmente el 18 de septiembre de 2014 tuvo lugar un referéndum en Escocia para decidir la permanencia o no del país dentro del Reino Unido. El «no» a la independencia escocesa logró 55,3 % frente al 45 % del «sí».

#### Referéndum de 2016 y dimisión

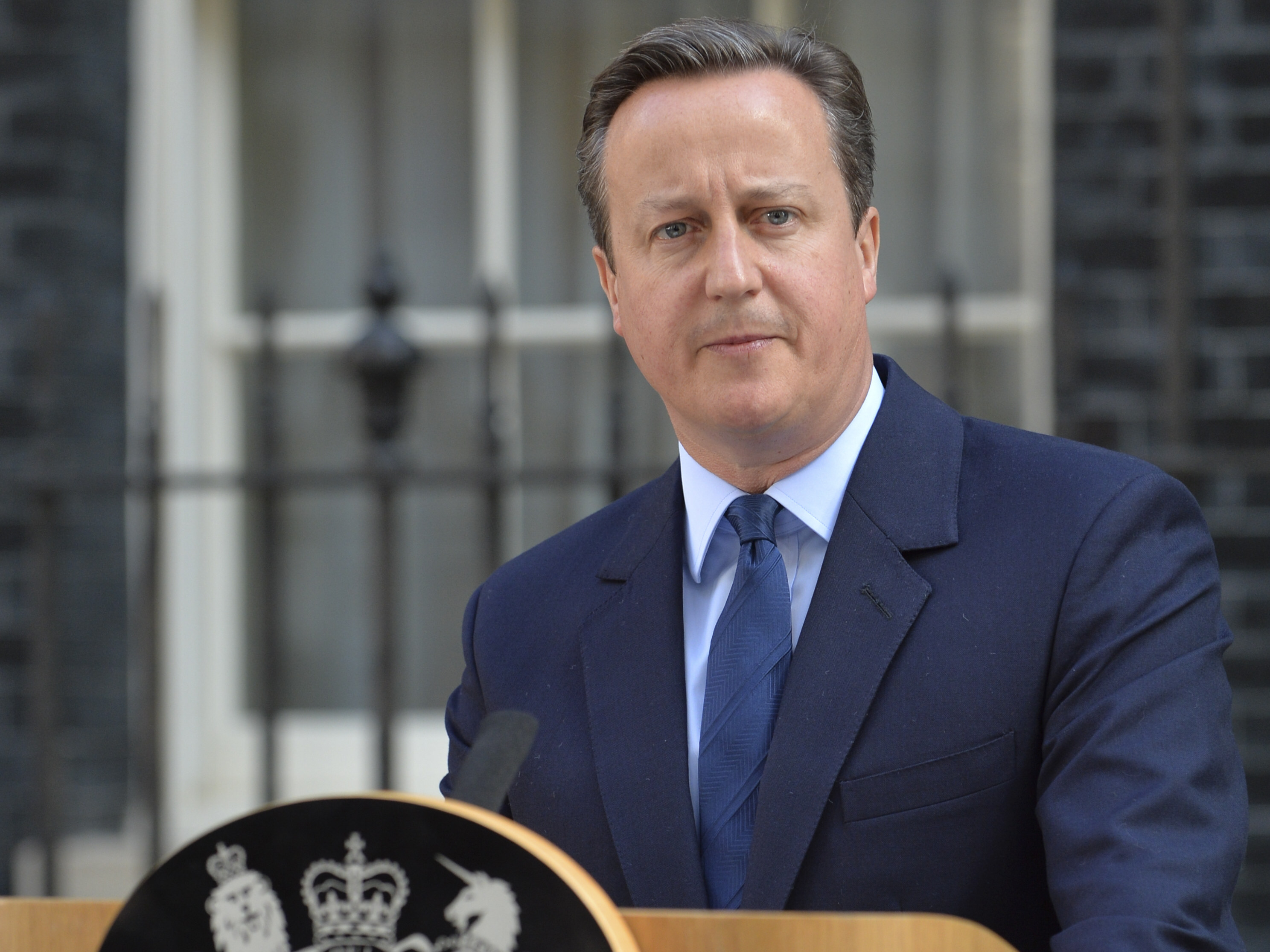
David Cameron anunciando su dimisión

Durante la campaña de las elecciones al parlamento de 2015, Cameron prometió que de salir reelegido celebraría un referéndum sobre la permanencia del Reino Unido en la Unión Europea antes de 2017 con el fin de contentar al sector más euroescéptico de su partido y evitar una desviación de votos hacia el abiertamente eurófobo UKIP. La sorprendente mayoría absoluta conseguida ese año hicieron que comenzara una serie de negociaciones con la Unión Europea para fijar el referéndum y exigir diversas condiciones para apoyar la opción de la permanencia, entre ellas un freno a la inmigración y la posibilidad de Gran Bretaña de rehuir una unión más estrecha, las cuales fueron parcialmente aceptadas. La votación fue finalmente convocada para el 23 de junio de 2016 siendo Cameron la cabeza visible de la opción de la permanencia, en contra de varios miembros de su propio partido, a los cuales permitió hacer campaña por la salida, entre los que se destacó el polémico exalcalde de Londres Boris Johnson. Finalmente el referéndum acabó, en contra de las encuestas, con la opción de la salida como ganadora, anunciando Cameron su deseo de dimitir tras la celebración de un congreso del Partido Conservador para elegir a su sucesor. Tras la elección de su ministra del Interior Theresa May, presentó su renuncia a la reina Isabel II el 13 de julio para ser automáticamente reemplazado. El 12 de septiembre del mismo año dimitió como miembro del parlamento.

### Política internacional

#### Retirada de las tropas británicas de Irak
El primer ministro Cameron culminó la retirada de las tropas de Irak el 22 de mayo de 2011, la mayoría de la cual ya había sido ordenada por el anterior primer ministro Gordon Brown, en 2009. A pesar del fin de la operación, conocida como "Telic", el Reino Unido mantuvo una pequeña representación de trabajadores británicos en su embajada en Bagdad. El último año el Reino Unido prestó tropas para el adiestramiento de las tropas iraquíes. En la misión de adiestramiento naval participaban tres militares británicos que operaban desde Bagdad y 81 soldados de las Fuerzas Navales que se encargaban de formar a las fuerzas iraquíes desde Um Kasar. En la guerra 179 soldados británicos murieron desde 2003 hasta el retiro definitivo en 2011.

#### Participación en la Operación contra Libia
El 17 de marzo de 2011 el consejo de Seguridad de la ONU aprobó la resolución 1973 para la imposición de una zona de exclusión aérea y el lanzamiento de operaciones militares contra Libia. Las naciones que se abstuvieron en la votación fueron China, Rusia, Alemania, Brasil e India.
La prohibición de la navegación aérea sobre Libia es absoluta para todos los vuelos, de acuerdo con la resolución aprobada tras cuatro jornadas de intensas presiones de Francia y Gran Bretaña; esta última nación, bajo gobierno de Cameron, era partidaria de dicha exclusión desde que se promovió esta medida de fuerza. Posteriormente a la aprobación, el presidente de los Estados Unidos, Barack Obama, se comprometió a colaborar estrechamente con Gran Bretaña y Francia para hacer efectiva la zona de exclusión aérea en Libia aprobada por el consejo de Seguridad.
Los líderes concordaron en que Libia debe de cumplir "inmediatamente" con todos los términos de la resolución e insistieron en que la violencia contra la población civil "debe cesar", además acordaron coordinar estrechamente los próximos pasos y seguir trabajando con los socios árabes y otros aliados internacionales para asegurar que se cumpla la resolución aprobada en el consejo de Seguridad de la ONU.
Tras lo acordado, Cameron anunció el envío de aviones de combate hacia Libia sin tomar en cuenta la votación que sobre el particular acontecerá en el Parlamento local confiado en que los parlamentarios británicos aprobarán la intervención inmediata. A dicha operación de ataque contra las fuerzas libias llevada a cabo por el Reino Unido fue denominada Operación Ellamy.[cita requerida]
En tanto, Trípoli anunció un inmediato cese del fuego y el fin de las operaciones militares contra los rebeldes que hace varias semanas se alzaron contra Muamar El Gadafi y expreso a través de su ministro de Relaciones Exteriores, Moussa Koussa que "tratará de hacer lo máximo para acatar esa resolución" además cuestionó la aprobación de la fuerza militar por parte de la ONU.
Una vez aplicada la resolución y llevada a cabo la operación militar que hiciera que las fuerzas británicas actuasen debido al incumplimiento de los deberes de Gaddafi del no cese del fuego de su ejército, el portavoz de Cameron expresó "Sus obligaciones están muy claramente recogidas en la resolución del consejo de Seguridad de la ONU. Nuestra valoración es que está violando estas obligaciones, así que seguiremos aplicando la resolución", ha argumentado.
Posteriormente el primer ministro del Reino Unido, anunció que las fuerzas británicas iban a sumar cuatro aviones de combate ' Tornado' a su aportación a la misión militar en Libia. Con el aumento previsto, serán ya 12 los aviones británicos de este tipo que participan en la operación, además de los 'Tornado', Reino Unido utiliza diez unidades del modelo Typhoon. Este movimiento responde al repliegue paulatino de las fuerzas estadounidenses, que a partir de ahora se van a centrar en trabajos de logística e Inteligencia. Cameron hizo el anuncio desde la base aérea de Gioia del Colle, en el sur de Italia donde agradeció a los militares británicos su contribución al establecimiento de la zona de exclusión aérea.
Por otra parte tanto su gobierno como el francés expresaron su disconformidad con el curso de la operación de la OTAN, opinaron que la Alianza no está cumpliendo suficientemente con su papel y añadieron que tanto Gran Bretaña como Francia están cumpliendo los roles esenciales en la operación, además instaron a sus socios a aumentar su participación en el operativo militar, por ello el ministro británico de Relaciones Exteriores, William Hague, llamó a la Alianza a "intensificar los esfuerzos militares".
Con respecto al conflicto militar armado el primer ministro británico, Cameron, repitió que no se plantea "una invasión o una ocupación". "No se trata de enviar soldados al terreno", aseguró, aunque reconoció que esa limitación hace las cosas "más difíciles".
Por otra parte coincidió con los gobiernos de Estados Unidos y Francia en que sus ataques contra las fuerzas de Gadafi seguirán hasta que el mismo líder libio abandone el poder. Una vez depuesto el líder libio Muamar al Gadafi del poder debido a su muerte, [cita requerida] las Naciones Unidas acordaron junto con la OTAN dejar la intervención militar el 31 de octubre de 2011 y de manera oficial el Reino Unido dejó el país libio en tal fecha anunciada por las Naciones Unidas.

#### Relaciones con los Estados Unidos

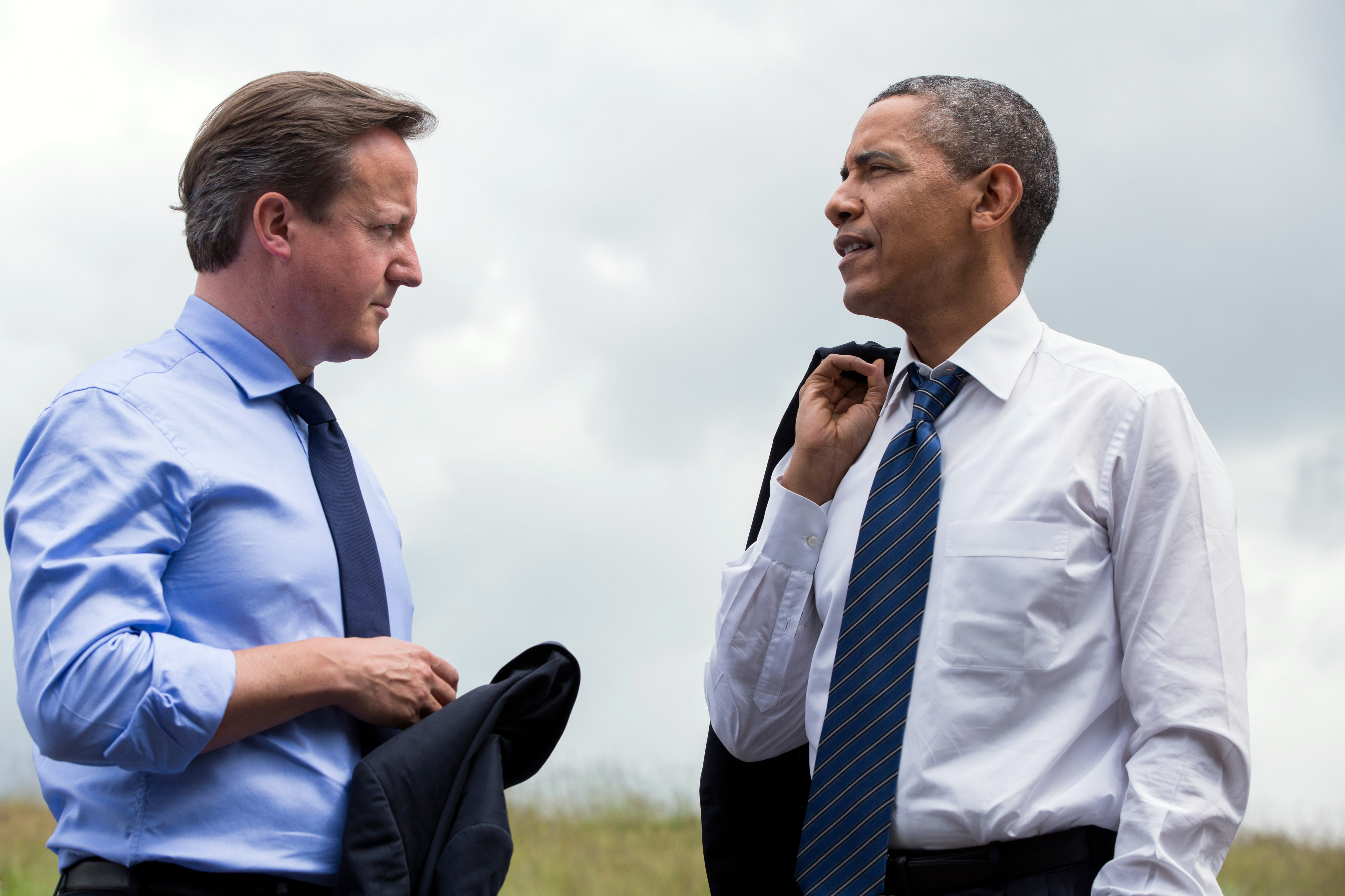
David Cameron con Barack Obama en la cumbre del G8 de 2013

En una visita del presidente Obama a Londres, ambos mandatarios dialogaron sobre la situación en Libia, la guerra en Afganistán y el conflicto entre palestinos e israelíes.
Sobre Libia acordaron en que se debía «incrementar la presión» en Libia para forzar la salida del poder del coronel Muamar el Gadafi.
Además Cameron hizo un paralelismo entre el momento político que se vive en países de Oriente Medio y el norte de África con los años posteriores al final de la guerra Fría, y aseguró sentir "la misma pasión por extender la libertad que tuvieron nuestros antecesores".
Sobre Afganistán, Cameron hizo un llamamiento a los talibanes para que se desmarquen definitivamente de la red Al Qaeda si quieren formar parte de un acuerdo político duradero en el país y felicitó a EE. UU. por la operación que acabó con la vida de Osama bin Laden.
Acerca del conflicto fronterizo entre Palestina e Israel, Cameron apoyó la idea de Obama de proponer un estado de Palestina sobre la base territorial de 1967 (antes de la guerra de los Seis Días en la que Israel ocupó Gaza, Jerusalén Este y Cisjordania), sobre la que se negociarían intercambios de tierra de mutuo acuerdo.

#### Conflicto con Irán por el programa nuclear
Artículos principales: Crisis diplomática por el programa nuclear de Irán de 2011
y Ataque a la Embajada Británica en Irán de 2011
El Reino Unido es uno de los países que se ha manifestado contrario al programa nuclear iraní, por ello en la embajada británica en Irán en noviembre de 2011, estudiantes iraníes se congregaron allí y provocaron disturbios y reemplazaron la bandera del Reino Unido por la iraní, debido a ello el gobierno de Cameron decidió cortar las relaciones diplomáticas entre ambos países.
Otra acción llevada a cabo por el gobierno de Cameron como respuesta debido al cierre de las exportaciones del crudo en el estrecho de Ormuz (por parte de Irán como respuesta a intenciones de sanciones de terceros países y de la ONU por dichos arsenales) fue enviar al destructor HMS Daring, "clase Sheffield", el más nuevo de toda la Royal Navy a dicho estrecho.

#### Crisis con Argentina por la soberanía de las islas Malvinas
Artículos principales: Exploraciones petroleras sobre mares de las Islas Malvinas y Crisis diplomática por la soberanía de las islas Malvinas en los años 2010
Desde el precedente gobierno de su par, el premier Gordon Brown, el gobierno del actual primer ministro Cameron continuó con las exploraciones sobre los mares de las islas Malvinas. A pesar del reclamo del gobierno argentino presidido por la presidenta Cristina Fernández de Kirchner, Cameron negó y niega en la actualidad negociar la soberanía de las islas y considera que la decisión de dicha soberanía la tienen los isleños. El Reino Unido ha enviado buques de guerra a los mares del Atlántico Sur, lo cual exaltó el reclamo del gobierno argentino, pero a pesar de que el gobierno argentino calificara el envío de buques como una «militarización del océano Atlántico Sur», el gobierno británico expresó que dichos buques se encuentran desde hace mucho tiempo realizando acciones rutinarias.

#### Estado Islámico
En la contienda que mantiene el Estado Islámico frente a Irak en la que tiene cercado a miles de cristianos y yazidíes Londres decidió enviar fuerzas especiales del SAS para luchar en misiones secretas y recabar información secreta con el fin de rescatar a las minorías religiosas acosadas por los yihadistas a principios del conflicto en la guerra contra el Estado Islámico. Luego de que Cameron pidiese al parlamento británico una intervención aérea sobre el Estado Islámico la Cámara de los Comunes aprobó la moción y la Real Fuerza Aérea observó posiciones del EI el 27 de septiembre de 2014 y bombardeó blancos selectos cerca de la frontera con Turquía la primera vez desde su ingreso a la guerra el 30 de septiembre de 2014.

## Actividad posterior a su gobierno
En enero de 2017 fue designado presidente de Alzheimer's Research UK, principal organización benéfica de investigación del Alzheimer en el Reino Unido, para dar mensajes sobre ideas falsas respecto a la demencia y hacer campaña para solventar investigaciones que ayuden a paliar la condición.
Fue contratado en 2018 por la empresa financiera Greenfill Capital como asesor especial, realizando desde entonces misiones de lobby con el gobierno británico y el régimen saudí. La prensa señala que el expresidente del Gobierno había ofrecido a la empresa desde 2011, cuando ocupaba este cargo, un acceso total y opaco a su gabinete, lo que le permitió obtener importantes contratos públicos. Según el Financial Times, poseía opciones sobre el capital de Greensill, que podrían haberle hecho ganar unos 60 millones de euros si la financiera no hubiera quebrado en 2021.

## Condecoraciones y distinciones

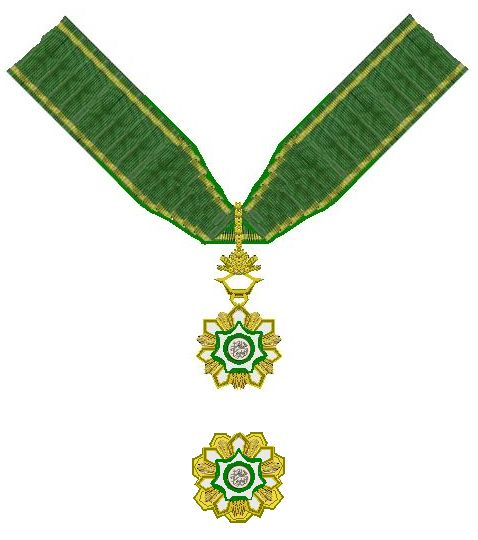
La placa y la cinta en el cuello de la orden del rey Abdelaziz

- 2005: Consejero privado (GB) ;[91]
- 2023: Par vitalicio ;
  - 2012: Miembro de la Orden del rey Abdulaziz Al Saud.[92]

### Ascendencia
De la antigua extracción, los Cameron pertenecen a las familias de la nobleza escocesa.
|  |                                  |  |  |  |  |  |  |  |  |  |  |  |  |  |  |  |
|  | 16. Ewen Cameron                 |  |  |  |  |  |  |  |  |  |  |  |  |  |  |  |
|  |                                  |  |  |  |  |  |  |  |  |  |  |  |  |  |  |  |
|  |                                  |  |  |  |  |  |  |  |  |  |  |  |  |  |  |  |
|  | 8. Ewen Allan Cameron            |  |  |  |  |  |  |  |  |  |  |  |  |  |  |  |
|  |                                  |  |  |  |  |  |  |  |  |  |  |  |  |  |  |  |
|  |                                  |  |  |  |  |  |  |  |  |  |  |  |  |  |  |  |
|  | 17. Josephine Houchen            |  |  |  |  |  |  |  |  |  |  |  |  |  |  |  |
|  |                                  |  |  |  |  |  |  |  |  |  |  |  |  |  |  |  |
|  |                                  |  |  |  |  |  |  |  |  |  |  |  |  |  |  |  |
|  | 4. Ewen Donald Cameron           |  |  |  |  |  |  |  |  |  |  |  |  |  |  |  |
|  |                                  |  |  |  |  |  |  |  |  |  |  |  |  |  |  |  |
|  |                                  |  |  |  |  |  |  |  |  |  |  |  |  |  |  |  |
|  | 18. Alexander Geddes             |  |  |  |  |  |  |  |  |  |  |  |  |  |  |  |
|  |                                  |  |  |  |  |  |  |  |  |  |  |  |  |  |  |  |
|  |                                  |  |  |  |  |  |  |  |  |  |  |  |  |  |  |  |
|  | 9. Margaret Geddes               |  |  |  |  |  |  |  |  |  |  |  |  |  |  |  |
|  |                                  |  |  |  |  |  |  |  |  |  |  |  |  |  |  |  |
|  |                                  |  |  |  |  |  |  |  |  |  |  |  |  |  |  |  |
|  | 19. Frances Robertson Sharp      |  |  |  |  |  |  |  |  |  |  |  |  |  |  |  |
|  |                                  |  |  |  |  |  |  |  |  |  |  |  |  |  |  |  |
|  |                                  |  |  |  |  |  |  |  |  |  |  |  |  |  |  |  |
|  | 2. Ian Donald Cameron            |  |  |  |  |  |  |  |  |  |  |  |  |  |  |  |
|  |                                  |  |  |  |  |  |  |  |  |  |  |  |  |  |  |  |
|  |                                  |  |  |  |  |  |  |  |  |  |  |  |  |  |  |  |
|  | 20. Émile Georges Charles Levita |  |  |  |  |  |  |  |  |  |  |  |  |  |  |  |
|  |                                  |  |  |  |  |  |  |  |  |  |  |  |  |  |  |  |
|  |                                  |  |  |  |  |  |  |  |  |  |  |  |  |  |  |  |
|  | 10. Arthur Francis Levita        |  |  |  |  |  |  |  |  |  |  |  |  |  |  |  |
|  |                                  |  |  |  |  |  |  |  |  |  |  |  |  |  |  |  |
|  |                                  |  |  |  |  |  |  |  |  |  |  |  |  |  |  |  |
|  | 21. Catherine Plumridge Ree      |  |  |  |  |  |  |  |  |  |  |  |  |  |  |  |
|  |                                  |  |  |  |  |  |  |  |  |  |  |  |  |  |  |  |
|  |                                  |  |  |  |  |  |  |  |  |  |  |  |  |  |  |  |
|  | 5. Enid Agnes Maud Levita        |  |  |  |  |  |  |  |  |  |  |  |  |  |  |  |
|  |                                  |  |  |  |  |  |  |  |  |  |  |  |  |  |  |  |
|  |                                  |  |  |  |  |  |  |  |  |  |  |  |  |  |  |  |
|  | 22. Alfred Cooper                |  |  |  |  |  |  |  |  |  |  |  |  |  |  |  |
|  |                                  |  |  |  |  |  |  |  |  |  |  |  |  |  |  |  |
|  |                                  |  |  |  |  |  |  |  |  |  |  |  |  |  |  |  |
|  | 11. Stephanie Agnes Cooper       |  |  |  |  |  |  |  |  |  |  |  |  |  |  |  |
|  |                                  |  |  |  |  |  |  |  |  |  |  |  |  |  |  |  |
|  |                                  |  |  |  |  |  |  |  |  |  |  |  |  |  |  |  |
|  | 23. Agnes Duff                   |  |  |  |  |  |  |  |  |  |  |  |  |  |  |  |
|  |                                  |  |  |  |  |  |  |  |  |  |  |  |  |  |  |  |
|  |                                  |  |  |  |  |  |  |  |  |  |  |  |  |  |  |  |
|  | 1. David Cameron                 |  |  |  |  |  |  |  |  |  |  |  |  |  |  |  |
|  |                                  |  |  |  |  |  |  |  |  |  |  |  |  |  |  |  |
|  |                                  |  |  |  |  |  |  |  |  |  |  |  |  |  |  |  |
|  | 24. William Mount MP             |  |  |  |  |  |  |  |  |  |  |  |  |  |  |  |
|  |                                  |  |  |  |  |  |  |  |  |  |  |  |  |  |  |  |
|  |                                  |  |  |  |  |  |  |  |  |  |  |  |  |  |  |  |
|  | 12. William Mount, I baronet     |  |  |  |  |  |  |  |  |  |  |  |  |  |  |  |
|  |                                  |  |  |  |  |  |  |  |  |  |  |  |  |  |  |  |
|  |                                  |  |  |  |  |  |  |  |  |  |  |  |  |  |  |  |
|  | 25. Marianne Emily Clutterbuck   |  |  |  |  |  |  |  |  |  |  |  |  |  |  |  |
|  |                                  |  |  |  |  |  |  |  |  |  |  |  |  |  |  |  |
|  |                                  |  |  |  |  |  |  |  |  |  |  |  |  |  |  |  |
|  | 6. William Mount, II baronet     |  |  |  |  |  |  |  |  |  |  |  |  |  |  |  |
|  |                                  |  |  |  |  |  |  |  |  |  |  |  |  |  |  |  |
|  |                                  |  |  |  |  |  |  |  |  |  |  |  |  |  |  |  |
|  | 26. Malcolm Low MP               |  |  |  |  |  |  |  |  |  |  |  |  |  |  |  |
|  |                                  |  |  |  |  |  |  |  |  |  |  |  |  |  |  |  |
|  |                                  |  |  |  |  |  |  |  |  |  |  |  |  |  |  |  |
|  | 13. Hilda Lucy Adelaide Low      |  |  |  |  |  |  |  |  |  |  |  |  |  |  |  |
|  |                                  |  |  |  |  |  |  |  |  |  |  |  |  |  |  |  |
|  |                                  |  |  |  |  |  |  |  |  |  |  |  |  |  |  |  |
|  | 27. Ida Feilding                 |  |  |  |  |  |  |  |  |  |  |  |  |  |  |  |
|  |                                  |  |  |  |  |  |  |  |  |  |  |  |  |  |  |  |
|  |                                  |  |  |  |  |  |  |  |  |  |  |  |  |  |  |  |
|  | 3. Mary Fleur Mount              |  |  |  |  |  |  |  |  |  |  |  |  |  |  |  |
|  |                                  |  |  |  |  |  |  |  |  |  |  |  |  |  |  |  |
|  |                                  |  |  |  |  |  |  |  |  |  |  |  |  |  |  |  |
|  | 28. Colonel Evan Llewellyn MP    |  |  |  |  |  |  |  |  |  |  |  |  |  |  |  |
|  |                                  |  |  |  |  |  |  |  |  |  |  |  |  |  |  |  |
|  |                                  |  |  |  |  |  |  |  |  |  |  |  |  |  |  |  |
|  | 14. Owen John Llewellyn          |  |  |  |  |  |  |  |  |  |  |  |  |  |  |  |
|  |                                  |  |  |  |  |  |  |  |  |  |  |  |  |  |  |  |
|  |                                  |  |  |  |  |  |  |  |  |  |  |  |  |  |  |  |
|  | 29. Blanche Somers               |  |  |  |  |  |  |  |  |  |  |  |  |  |  |  |
|  |                                  |  |  |  |  |  |  |  |  |  |  |  |  |  |  |  |
|  |                                  |  |  |  |  |  |  |  |  |  |  |  |  |  |  |  |
|  | 7. Elizabeth Llewellyn           |  |  |  |  |  |  |  |  |  |  |  |  |  |  |  |
|  |                                  |  |  |  |  |  |  |  |  |  |  |  |  |  |  |  |
|  |                                  |  |  |  |  |  |  |  |  |  |  |  |  |  |  |  |
|  | 30. William John Mann JP         |  |  |  |  |  |  |  |  |  |  |  |  |  |  |  |
|  |                                  |  |  |  |  |  |  |  |  |  |  |  |  |  |  |  |
|  |                                  |  |  |  |  |  |  |  |  |  |  |  |  |  |  |  |
|  | 15. Anna Elizabeth Mann          |  |  |  |  |  |  |  |  |  |  |  |  |  |  |  |
|  |                                  |  |  |  |  |  |  |  |  |  |  |  |  |  |  |  |
|  |                                  |  |  |  |  |  |  |  |  |  |  |  |  |  |  |  |
|  | 31. Julia Brown                  |  |  |  |  |  |  |  |  |  |  |  |  |  |  |  |
|  |                                  |  |  |  |  |  |  |  |  |  |  |  |  |  |  |  |
|  |                                  |  |  |  |  |  |  |  |  |  |  |  |  |  |  |  |

| Predecesor: Gordon Brown | Primer ministro del Reino Unido 2010–2016 | Sucesor: Theresa May |